# Melvin Ejim
Melvin Ejim (Toronto, 4 marzo 1991) è un cestista canadese con cittadinanza nigeriana.

## Carriera

### High school
Ejim ha frequentato la St. Mary's Ryken High School di Leonardtown, in Maryland, dove ha fatto parte della squadra provinciale nel 2007, prima di trasferirsi alla Brewster Academy nel New Hampshire. Nel 2008-09, ha una media di 12,3 punti e 4,6 rimbalzi a partita per Brewster. Nel suo ultimo anno nel 2009-10, ha una media di 13,1 punti, 7,5 rimbalzi, 3,0 palle rubate e 2,5 assist a partita, portando Brewster a un record di 34-4 nel National Prep School championship.

### College
Ejim ha iniziato il suo primo anno con 30 partite giocate su 32 per Iowa State, con una media di 10,3 punti e 6,7 rimbalzi a partita, con il 48,6% dal campo e 39 palloni rubati, secondo miglior totale sulla squadra. È divenuto così una delle sole 13 matricole di Iowa State nella storia della scuola ad andare in doppia cifra. Inoltre con i suoi 214 rimbalzi è stato il terzo miglior totale rookie nella storia della scuola.
Ejim ha iniziato la sua seconda stagione (2011-12) con 29 partite su 34, con una media 9,3 punti e 6,6 rimbalzi a partita. Ha ottenuto un Big 12 Honorable Mention ed è stato inserito nella prima squadra dell'Academic All-Big 12 selection.
Anche nella terza stagione (2012-13) Melvin è stato il miglior giocatore della Big 12 ed è stato inserito nella terza squadra dell'All - Big 12 e nella seconda squadra del NABC All-District 8; è stato anche premiato come miglior atleta della Big 12 (Big 12 Scholar Athlete of the Year Award)  ed è stato anche nominato Capital One Academic All - District 6 section. È diventato il primo giocatore degli Iowa State Cyclones a guidare la Big 12 a rimbalzo  (9,3 rpg) dopo Jackson Vroman (nel 2004).
Nella sua stagione da senior nel 2013-14, Ejim ha disputato una delle migliori stagioni nella storia della scuola, ricevendo il Big 12 Player of the Year e All-America honors da cinque organizzazioni. È stato finalista per il Trofeo Oscar Robertson, ed è diventato il quinto Academic All-American nella storia della scuola, ha ricevuto il Capital One nella prima squadra Academic All-America honors ed è stato inserito nel Big 12 Scholar Athlete of the Year Award per la seconda volta. È stato il quarto giocatore nella storia della lega a registrare 1.500 punti e 1.000 rimbalzi in carriera, finendo in 12ª posizione nel punteggio totale (1.643), secondo a rimbalzo (1.051), in 10ª posizione per le palle rubate (146) e 15º per le stoppate (59). Ha inoltre battuto il record della scuola per numero di partite giocate (135) e per le partite iniziate (126).
L'8 febbraio 2014, Ejim ha stabilito un Big 12-record segnando 48 punti contro la TCU Horned Frogs nel Hilton Coliseum, superando così Michael Beasley e Denis Clemente che avevano totalizzato in precedenza 44 punti, rispettivamente nel 2008 e nel 2009.

### Serie A
Non scelto nel Draft NBA 2014, Ejim si è unito ai Philadelphia 76ers per l'Orlando Summer League 2014. Tuttavia, dopo non essere sceso in campo nella partita persa 83-77 contro gli Orlando Magic, ha lasciato la squadra e si è unito ai San Antonio Spurs per la Las Vegas Summer League.
Il 24 luglio 2014 ha firmato con la Acea Virtus Roma per la stagione 2014-15, la sua prima da professionista.
Il 23 giugno 2015 firma col BBC Bayreuth, per poi trascorrere la stagione in D-League nelle file degli Erie BayHawks.
Il 22 marzo 2016 torna in Italia, firmando fino a fine stagione con la Reyer Venezia; il 17 giugno seguente rinnova con la squadra veneta, con cui si aggiudica il campionato 2016-2017.

## Palmarès

### Club
- Campionato italiano: 1

Reyer Venezia: 2016-2017
- Campionato montenegrino: 1

Budućnost: 2020-2021
- Coppa del Montenegro: 1

Budućnost: 2021
- Coppa di Slovenia: 1

Cedevita Olimpija: 2022
- Supercoppa slovena: 1

Cedevita Olimpija: 2021
- Copa del Rey: 2

Málaga: 2023, 2025
- Supercoppa spagnola: 1

Málaga: 2024
- Basketball Champions League: 2

Málaga: 2023-2024, 2024-2025
- Coppa Intercontinentale: 1

Málaga: 2024

### Individuale
- MVP finali Serie A: 1

Reyer Venezia: 2017
- Basketball Champions League Star Lineup: 1

Reyer Venezia: 2016-2017
- Big 12 Honorable Mention: 1

Iowa State Cyclones: 2011-12
- Prima squadra Academic All - Big 12 selection: 1

Iowa State Cyclones: 2011-12
- Terza squadra All–Big 12: 1

Iowa State Cyclones: 2012-13
- Seconda squadra NABC All-Distric 8: 1

Iowa State Cyclones: 2012-13
- Big 12 Scholar Athlete of the Year Award: 2

Iowa State Cyclones: 2012-13, 2013-14
- Capital One Academic All–Distric 6 selection: 1

Iowa State Cyclones: 2012-13
- All-America honors: 1

Iowa State Cyclones: 2013-14
- Prima squadra Academic All-America honors: 1

Iowa State Cyclones: 2013-14
- 5º Academic All-America

Iowa State Cyclones: 2013-14
- Big 12 Player of the Year: 1

Iowa State Cyclones: 2013-14
- NCAA AP All-America Second Team (2014)

## Statistiche

### Club

#### College
| Stagione        | Squadra             | Competizione    | Partite | Partite | Partite | Statistiche tiro | Statistiche tiro | Statistiche tiro | Altre statistiche | Altre statistiche | Altre statistiche | Altre statistiche | Altre statistiche |
| Stagione        | Squadra             | Competizione    | Pres.   | Titol.  | Minuti  | Tiri da 2        | Tiri da 3        | Liberi           | Rimb.             | Assist            | Rubate            | Stopp.            | Punti             |
| --------------- | ------------------- | --------------- | ------- | ------- | ------- | ---------------- | ---------------- | ---------------- | ----------------- | ----------------- | ----------------- | ----------------- | ----------------- |
| 2010-2011       | Iowa State Cyclones | Big 12          | 32      | 30      | 889     | 108/193          | 13/56            | 73/105           | 214               | 39                | 39                | 7                 | 328               |
| 2011-2012       | Iowa State Cyclones | Big 12          | 34      | 29      | 805     | 101/179          | 11/50            | 80/105           | 226               | 35                | 33                | 10                | 315               |
| 2012-2013       | Iowa State Cyclones | Big 12          | 35      | 34      | 965     | 119/215          | 24/69            | 85/122           | 326               | 52                | 34                | 19                | 395               |
| 2013-2014       | Iowa State Cyclones | Big 12          | 34      | 33      | 1093    | 176/309          | 44/127           | 121/159          | 285               | 62                | 40                | 23                | 605               |
| Totale carriera | Totale carriera     | Totale carriera | 135     | 126     | 3752    | 504/896          | 92/302           | 359/491          | 1051              | 188               | 146               | 59                | 1643              |

### Carriera da professionista
| Stagione        | Squadra          | Competizione    | Partite | Partite | Partite | Statistiche tiro | Statistiche tiro | Statistiche tiro | Altre statistiche | Altre statistiche | Altre statistiche | Altre statistiche | Altre statistiche |
| Stagione        | Squadra          | Competizione    | Pres.   | Titol.  | Minuti  | Tiri da 2        | Tiri da 3        | Liberi           | Rimb.             | Assist            | Rubate            | Stopp.            | Punti             |
| --------------- | ---------------- | --------------- | ------- | ------- | ------- | ---------------- | ---------------- | ---------------- | ----------------- | ----------------- | ----------------- | ----------------- | ----------------- |
| 2014-2015       | Acea Virtus Roma | Serie A         | 18      | 18      | 413     | 28/64            | 11/39            | 17/22            | 101               | 12                | 18                | 4                 | 106               |
| Totale carriera | Totale carriera  | Totale carriera | 18      | 18      | 413     | 28/64            | 11/39            | 17/22            | 101               | 12                | 18                | 4                 | 106               |

#### Europa
| Stagione        | Squadra          | Competizione    | Partite | Partite | Partite | Statistiche tiro | Statistiche tiro | Statistiche tiro | Altre statistiche | Altre statistiche | Altre statistiche | Altre statistiche | Altre statistiche |
| Stagione        | Squadra          | Competizione    | Pres.   | Titol.  | Minuti  | Tiri da 2        | Tiri da 3        | Liberi           | Rimb.             | Assist            | Rubate            | Stopp.            | Punti             |
| --------------- | ---------------- | --------------- | ------- | ------- | ------- | ---------------- | ---------------- | ---------------- | ----------------- | ----------------- | ----------------- | ----------------- | ----------------- |
| 2014-2015       | Acea Virtus Roma | Eurocup         | 16      | 15      | 393     | 34/66            | 12/38            | 19/24            | 67                | 23                | 19                | 7                 | 123               |
| Totale carriera | Totale carriera  | Totale carriera | 16      | 15      | 393     | 34/66            | 12/38            | 19/24            | 67                | 23                | 19                | 7                 | 123               |